# Premier League Malti 2025-2026
La Premier League maltese 2025-2026 è la 111ª edizione della massima divisione del campionato maltese di calcio. La stagione regolare è iniziata il 16 agosto 2025.
La squadra campione in carica è l'Hamrun Spartans.

## Stagione

### Novità
Al termine della stagione precedente, sono state retrocesse Melita e Balzan. Al loro posto, dalla Challenge League sono state promosse Valletta, tornato nella massima serie dopo solo un anno, e Tarxien Rainbows.

### Formula
Il campionato si divide in due periodi, come in uso in Sudamerica. Nel turno di Apertura le squadre giocano un girone di sola andata, per un totale di 11 giornate, al termine delle quali le prime 6 giocano un girone scudetto per decretare la squadra campione del periodo e le ultime 6 un girone salvezza. Allo stesso modo si gioca il girone di Chiusura, con un girone all'italiana da 11 giornate e, al termine di esso, una divisione in due gironi da 6 squadre.
Le vincenti dei due periodi giocano una finale per decretare la squadra campione nazionale, che ottiene la qualificazione per la UEFA Champions League 2026-2027. Se una squadra ha vinto entrambi i periodi è automaticamente campione di Malta e qualificata alla Champions League. La perdente dello spareggio per il titolo ottiene invece la qualificazione per la UEFA Conference League 2026-2027.